# Margarita, condesa de Blois
Margarita de Blois (en francés, Marguerite) (m. 1230) fue una noble francesa, condesa de Blois titular desde 1218 hasta 1230; y, por matrimonio, condesa consorte de Borgoña.
Era hija de Teobaldo V, conde de Blois y su esposa Alix de Francia. Sus abuelos maternos fueron el rey Luis VII de Francia y su primera esposa, Leonor de Aquitania, quien posteriormente fue reina de Inglaterra.

## Matrimonios y descendencia
Margarita se casó tres veces:
1. Hugo de Oisy, señor de Montmirail,
2. Otón, conde de Borgoña,[2] de quien Margarita tuvo a tener dos hijos : Juana I de Borgoña y Beatriz II de Borgoña,
3. Gualterio II de Avesnes, con quien tuvo a María, condesa de Blois.

## Genealogía simplificada de Margarita de Blois
: Rey de Francia o Navarra

 : Conde de Blois

 : Conde de Champaña
|  |  |                        |                        |                        |                        |                        |                        |  |  |                          |                          |                          |                          |                          |                          |  |  |                     |                     |                     |                     |                     |                     |  |  |                         |                         |                         |                         |                         |                         |  |  |                          |                          |                          |                          |                          |                          |                      |                      |                        |                        |                        |                        |                        |                        |  |  |                      |                      |                      |                      |                      |                      |                     |                     |                                |                                |                                |                                |                                |                                |                      |                      |                      |                      |               |               |               |               |  |  |                   |                   |                   |                   |                   |                   |                     |                     |                         |                         |                         |                         |                         |                         |                     |                     |                       |                       |                       |                       |                       |                       |                      |                      |                       |                       |                       |                       |                       |                       |                       |                       |                   |                   |                   |                   |                   |                   |                           |                           |                           |                           |                           |                           |                         |                         |                        |                        |                        |                        |                        |                        |                     |                     |                         |                         |                         |                         |                         |                         |                  |                  |  |  |                      |                      |                      |                      |                      |                      |  |  |
|  |  |                        |                        |                        |                        |                        |                        |  |  |                          |                          |                          |                          |                          |                          |  |  |                     |                     |                     |                     |                     |                     |  |  |                         |                         |                         |                         |                         |                         |  |  |                          |                          |                          |                          | Teobaldo IV de Blois     | Teobaldo IV de Blois     | Teobaldo IV de Blois | Teobaldo IV de Blois | Teobaldo IV de Blois   | Teobaldo IV de Blois   |                        |                        |                        |                        |  |  |                      |                      |                      |                      | Matilde de Carintia  | Matilde de Carintia  | Matilde de Carintia | Matilde de Carintia | Matilde de Carintia            | Matilde de Carintia            |                                |                                |                                |                                |                      |                      |                      |                      |               |               |               |               |  |  |                   |                   |                   |                   |                   |                   |                     |                     |                         |                         | Leonor de Aquitania     | Leonor de Aquitania     | Leonor de Aquitania     | Leonor de Aquitania     | Leonor de Aquitania | Leonor de Aquitania |                       |                       | Luis VII de Francia   | Luis VII de Francia   | Luis VII de Francia   | Luis VII de Francia   | Luis VII de Francia  | Luis VII de Francia  |                       |                       | Constanza de Castilla | Constanza de Castilla | Constanza de Castilla | Constanza de Castilla | Constanza de Castilla | Constanza de Castilla |                   |                   |                   |                   |                   |                   |                           |                           | Nicolás de Avesnes        | Nicolás de Avesnes        | Nicolás de Avesnes        | Nicolás de Avesnes        | Nicolás de Avesnes      | Nicolás de Avesnes      |                        |                        | Matilde de La Roche    | Matilde de La Roche    | Matilde de La Roche    | Matilde de La Roche    | Matilde de La Roche | Matilde de La Roche |                         |                         |                         |                         |                         |                         |                  |                  |  |  |                      |                      |                      |                      |                      |                      |  |  |
|  |  |                        |                        |                        |                        |                        |                        |  |  |                          |                          |                          |                          |                          |                          |  |  |                     |                     |                     |                     |                     |                     |  |  |                         |                         |                         |                         |                         |                         |  |  |                          |                          |                          |                          | Teobaldo IV de Blois     | Teobaldo IV de Blois     | Teobaldo IV de Blois | Teobaldo IV de Blois | Teobaldo IV de Blois   | Teobaldo IV de Blois   |                        |                        |                        |                        |  |  |                      |                      |                      |                      | Matilde de Carintia  | Matilde de Carintia  | Matilde de Carintia | Matilde de Carintia | Matilde de Carintia            | Matilde de Carintia            |                                |                                |                                |                                |                      |                      |                      |                      |               |               |               |               |  |  |                   |                   |                   |                   |                   |                   |                     |                     |                         |                         | Leonor de Aquitania     | Leonor de Aquitania     | Leonor de Aquitania     | Leonor de Aquitania     | Leonor de Aquitania | Leonor de Aquitania |                       |                       | Luis VII de Francia   | Luis VII de Francia   | Luis VII de Francia   | Luis VII de Francia   | Luis VII de Francia  | Luis VII de Francia  |                       |                       | Constanza de Castilla | Constanza de Castilla | Constanza de Castilla | Constanza de Castilla | Constanza de Castilla | Constanza de Castilla |                   |                   |                   |                   |                   |                   |                           |                           | Nicolás de Avesnes        | Nicolás de Avesnes        | Nicolás de Avesnes        | Nicolás de Avesnes        | Nicolás de Avesnes      | Nicolás de Avesnes      |                        |                        | Matilde de La Roche    | Matilde de La Roche    | Matilde de La Roche    | Matilde de La Roche    | Matilde de La Roche | Matilde de La Roche |                         |                         |                         |                         |                         |                         |                  |                  |  |  |                      |                      |                      |                      |                      |                      |  |  |
|  |  |                        |                        |                        |                        |                        |                        |  |  |                          |                          |                          |                          |                          |                          |  |  |                     |                     |                     |                     |                     |                     |  |  |                         |                         |                         |                         |                         |                         |  |  |                          |                          |                          |                          |                          |                          |                      |                      |                        |                        |                        |                        |                        |                        |  |  |                      |                      |                      |                      |                      |                      |                     |                     |                                |                                |                                |                                |                                |                                |                      |                      |                      |                      |               |               |               |               |  |  |                   |                   |                   |                   |                   |                   |                     |                     |                         |                         |                         |                         |                         |                         |                     |                     |                       |                       |                       |                       |                       |                       |                      |                      |                       |                       |                       |                       |                       |                       |                       |                       |                   |                   |                   |                   |                   |                   |                           |                           |                           |                           |                           |                           |                         |                         |                        |                        |                        |                        |                        |                        |                     |                     |                         |                         |                         |                         |                         |                         |                  |                  |  |  |                      |                      |                      |                      |                      |                      |  |  |
|  |  |                        |                        |                        |                        |                        |                        |  |  |                          |                          |                          |                          |                          |                          |  |  |                     |                     |                     |                     |                     |                     |  |  |                         |                         |                         |                         |                         |                         |  |  |                          |                          |                          |                          |                          |                          |                      |                      |                        |                        |                        |                        |                        |                        |  |  |                      |                      |                      |                      |                      |                      |                     |                     |                                |                                |                                |                                |                                |                                |                      |                      |                      |                      |               |               |               |               |  |  |                   |                   |                   |                   |                   |                   |                     |                     |                         |                         |                         |                         |                         |                         |                     |                     |                       |                       |                       |                       |                       |                       |                      |                      |                       |                       |                       |                       |                       |                       |                       |                       |                   |                   |                   |                   |                   |                   |                           |                           |                           |                           |                           |                           |                         |                         |                        |                        |                        |                        |                        |                        |                     |                     |                         |                         |                         |                         |                         |                         |                  |                  |  |  |                      |                      |                      |                      |                      |                      |  |  |
|  |  |                        |                        |                        |                        |                        |                        |  |  |                          |                          |                          |                          |                          |                          |  |  |                     |                     |                     |                     |                     |                     |  |  |                         |                         |                         |                         |                         |                         |  |  |                          |                          |                          |                          |                          |                          |                      |                      |                        |                        |                        |                        |                        |                        |  |  |                      |                      |                      |                      |                      |                      |                     |                     |                                |                                |                                |                                |                                |                                |                      |                      |                      |                      |               |               |               |               |  |  |                   |                   |                   |                   |                   |                   |                     |                     |                         |                         |                         |                         |                         |                         |                     |                     |                       |                       |                       |                       |                       |                       |                      |                      |                       |                       |                       |                       |                       |                       |                       |                       |                   |                   |                   |                   |                   |                   |                           |                           |                           |                           |                           |                           |                         |                         |                        |                        |                        |                        |                        |                        |                     |                     |                         |                         |                         |                         |                         |                         |                  |                  |  |  |                      |                      |                      |                      |                      |                      |  |  |
|  |  |                        |                        |                        |                        |                        |                        |  |  |                          |                          |                          |                          |                          |                          |  |  |                     |                     |                     |                     |                     |                     |  |  |                         |                         |                         |                         |                         |                         |  |  |                          |                          |                          |                          |                          |                          |                      |                      |                        |                        |                        |                        |                        |                        |  |  |                      |                      |                      |                      |                      |                      |                     |                     |                                |                                |                                |                                |                                |                                |                      |                      |                      |                      |               |               |               |               |  |  |                   |                   |                   |                   |                   |                   |                     |                     |                         |                         |                         |                         |                         |                         |                     |                     |                       |                       |                       |                       |                       |                       |                      |                      |                       |                       |                       |                       |                       |                       |                       |                       |                   |                   |                   |                   |                   |                   |                           |                           |                           |                           |                           |                           |                         |                         |                        |                        |                        |                        |                        |                        |                     |                     |                         |                         |                         |                         |                         |                         |                  |                  |  |  |                      |                      |                      |                      |                      |                      |  |  |
|  |  | María de Francia       | María de Francia       | María de Francia       | María de Francia       | María de Francia       | María de Francia       |  |  | Enrique I de Champaña    | Enrique I de Champaña    | Enrique I de Champaña    | Enrique I de Champaña    | Enrique I de Champaña    | Enrique I de Champaña    |  |  | María de Champaña   | María de Champaña   | María de Champaña   | María de Champaña   | María de Champaña   | María de Champaña   |  |  | Esteban de Sancerre     | Esteban de Sancerre     | Esteban de Sancerre     | Esteban de Sancerre     | Esteban de Sancerre     | Esteban de Sancerre     |  |  | Matilde de Bles-Champaña | Matilde de Bles-Champaña | Matilde de Bles-Champaña | Matilde de Bles-Champaña | Matilde de Bles-Champaña | Matilde de Bles-Champaña |                      |                      | Agnes de Bles-Champaña | Agnes de Bles-Champaña | Agnes de Bles-Champaña | Agnes de Bles-Champaña | Agnes de Bles-Champaña | Agnes de Bles-Champaña |  |  | Adela de Champaña    | Adela de Champaña    | Adela de Champaña    | Adela de Champaña    | Adela de Champaña    | Adela de Champaña    |                     |                     | Guillermo de las Blancas Manos | Guillermo de las Blancas Manos | Guillermo de las Blancas Manos | Guillermo de las Blancas Manos | Guillermo de las Blancas Manos | Guillermo de las Blancas Manos |                      |                      |                      |                      |               |               |               |               |  |  |                   |                   |                   |                   |                   |                   | Teobaldo V de Blois | Teobaldo V de Blois | Teobaldo V de Blois     | Teobaldo V de Blois     | Teobaldo V de Blois     | Teobaldo V de Blois     |                         |                         | Alix de Francia     | Alix de Francia     | Alix de Francia       | Alix de Francia       | Alix de Francia       | Alix de Francia       |                       |                       | Margarita de Francia | Margarita de Francia | Margarita de Francia  | Margarita de Francia  | Margarita de Francia  | Margarita de Francia  |                       |                       |                       |                       |                   |                   |                   |                   | Adelina de Guisa  | Adelina de Guisa  | Adelina de Guisa          | Adelina de Guisa          | Adelina de Guisa          | Adelina de Guisa          |                           |                           | Tiago I de Avesnes      | Tiago I de Avesnes      | Tiago I de Avesnes     | Tiago I de Avesnes     | Tiago I de Avesnes     | Tiago I de Avesnes     |                        |                        |                     |                     |                         |                         |                         |                         |                         |                         |                  |                  |  |  |                      |                      |                      |                      |                      |                      |  |  |
|  |  | María de Francia       | María de Francia       | María de Francia       | María de Francia       | María de Francia       | María de Francia       |  |  | Enrique I de Champaña    | Enrique I de Champaña    | Enrique I de Champaña    | Enrique I de Champaña    | Enrique I de Champaña    | Enrique I de Champaña    |  |  | María de Champaña   | María de Champaña   | María de Champaña   | María de Champaña   | María de Champaña   | María de Champaña   |  |  | Esteban de Sancerre     | Esteban de Sancerre     | Esteban de Sancerre     | Esteban de Sancerre     | Esteban de Sancerre     | Esteban de Sancerre     |  |  | Matilde de Bles-Champaña | Matilde de Bles-Champaña | Matilde de Bles-Champaña | Matilde de Bles-Champaña | Matilde de Bles-Champaña | Matilde de Bles-Champaña |                      |                      | Agnes de Bles-Champaña | Agnes de Bles-Champaña | Agnes de Bles-Champaña | Agnes de Bles-Champaña | Agnes de Bles-Champaña | Agnes de Bles-Champaña |  |  | Adela de Champaña    | Adela de Champaña    | Adela de Champaña    | Adela de Champaña    | Adela de Champaña    | Adela de Champaña    |                     |                     | Guillermo de las Blancas Manos | Guillermo de las Blancas Manos | Guillermo de las Blancas Manos | Guillermo de las Blancas Manos | Guillermo de las Blancas Manos | Guillermo de las Blancas Manos |                      |                      |                      |                      |               |               |               |               |  |  |                   |                   |                   |                   |                   |                   | Teobaldo V de Blois | Teobaldo V de Blois | Teobaldo V de Blois     | Teobaldo V de Blois     | Teobaldo V de Blois     | Teobaldo V de Blois     |                         |                         | Alix de Francia     | Alix de Francia     | Alix de Francia       | Alix de Francia       | Alix de Francia       | Alix de Francia       |                       |                       | Margarita de Francia | Margarita de Francia | Margarita de Francia  | Margarita de Francia  | Margarita de Francia  | Margarita de Francia  |                       |                       |                       |                       |                   |                   |                   |                   | Adelina de Guisa  | Adelina de Guisa  | Adelina de Guisa          | Adelina de Guisa          | Adelina de Guisa          | Adelina de Guisa          |                           |                           | Tiago I de Avesnes      | Tiago I de Avesnes      | Tiago I de Avesnes     | Tiago I de Avesnes     | Tiago I de Avesnes     | Tiago I de Avesnes     |                        |                        |                     |                     |                         |                         |                         |                         |                         |                         |                  |                  |  |  |                      |                      |                      |                      |                      |                      |  |  |
|  |  |                        |                        |                        |                        |                        |                        |  |  |                          |                          |                          |                          |                          |                          |  |  |                     |                     |                     |                     |                     |                     |  |  |                         |                         |                         |                         |                         |                         |  |  |                          |                          |                          |                          |                          |                          |                      |                      |                        |                        |                        |                        |                        |                        |  |  |                      |                      |                      |                      |                      |                      |                     |                     |                                |                                |                                |                                |                                |                                |                      |                      |                      |                      |               |               |               |               |  |  |                   |                   |                   |                   |                   |                   |                     |                     |                         |                         |                         |                         |                         |                         |                     |                     |                       |                       |                       |                       |                       |                       |                      |                      |                       |                       |                       |                       |                       |                       |                       |                       |                   |                   |                   |                   |                   |                   |                           |                           |                           |                           |                           |                           |                         |                         |                        |                        |                        |                        |                        |                        |                     |                     |                         |                         |                         |                         |                         |                         |                  |                  |  |  |                      |                      |                      |                      |                      |                      |  |  |
|  |  |                        |                        |                        |                        |                        |                        |  |  |                          |                          |                          |                          |                          |                          |  |  |                     |                     |                     |                     |                     |                     |  |  |                         |                         |                         |                         |                         |                         |  |  |                          |                          |                          |                          |                          |                          |                      |                      |                        |                        |                        |                        |                        |                        |  |  |                      |                      |                      |                      |                      |                      |                     |                     |                                |                                |                                |                                |                                |                                |                      |                      |                      |                      |               |               |               |               |  |  |                   |                   |                   |                   |                   |                   |                     |                     |                         |                         |                         |                         |                         |                         |                     |                     |                       |                       |                       |                       |                       |                       |                      |                      |                       |                       |                       |                       |                       |                       |                       |                       |                   |                   |                   |                   |                   |                   |                           |                           |                           |                           |                           |                           |                         |                         |                        |                        |                        |                        |                        |                        |                     |                     |                         |                         |                         |                         |                         |                         |                  |                  |  |  |                      |                      |                      |                      |                      |                      |  |  |
|  |  | Enrique II de Champaña | Enrique II de Champaña | Enrique II de Champaña | Enrique II de Champaña | Enrique II de Champaña | Enrique II de Champaña |  |  | Teobaldo III de Champaña | Teobaldo III de Champaña | Teobaldo III de Champaña | Teobaldo III de Champaña | Teobaldo III de Champaña | Teobaldo III de Champaña |  |  | Hugo III de Borgoña | Hugo III de Borgoña | Hugo III de Borgoña | Hugo III de Borgoña | Hugo III de Borgoña | Hugo III de Borgoña |  |  | Guillermo I de Sancerre | Guillermo I de Sancerre | Guillermo I de Sancerre | Guillermo I de Sancerre | Guillermo I de Sancerre | Guillermo I de Sancerre |  |  | Godofredo III de Perche  | Godofredo III de Perche  | Godofredo III de Perche  | Godofredo III de Perche  | Godofredo III de Perche  | Godofredo III de Perche  |                      |                      | Teobaldo I de Bar      | Teobaldo I de Bar      | Teobaldo I de Bar      | Teobaldo I de Bar      | Teobaldo I de Bar      | Teobaldo I de Bar      |  |  | Felipe II de Francia | Felipe II de Francia | Felipe II de Francia | Felipe II de Francia | Felipe II de Francia | Felipe II de Francia |                     |                     | Catalina de Clermont           | Catalina de Clermont           | Catalina de Clermont           | Catalina de Clermont           | Catalina de Clermont           | Catalina de Clermont           |                      |                      | Luis de Blois        | Luis de Blois        | Luis de Blois | Luis de Blois | Luis de Blois | Luis de Blois |  |  | Isabel de Blois   | Isabel de Blois   | Isabel de Blois   | Isabel de Blois   | Isabel de Blois   | Isabel de Blois   |                     |                     | Sulpicio III de Amboise | Sulpicio III de Amboise | Sulpicio III de Amboise | Sulpicio III de Amboise | Sulpicio III de Amboise | Sulpicio III de Amboise |                     |                     | Alix de Blois         | Alix de Blois         | Alix de Blois         | Alix de Blois         | Alix de Blois         | Alix de Blois         |                      |                      | Otón I de Borgoña     | Otón I de Borgoña     | Otón I de Borgoña     | Otón I de Borgoña     | Otón I de Borgoña     | Otón I de Borgoña     |                       |                       | Margarita         | Margarita         | Margarita         | Margarita         | Margarita         | Margarita         |                           |                           | Gualterio II de Avesnes   | Gualterio II de Avesnes   | Gualterio II de Avesnes   | Gualterio II de Avesnes   | Gualterio II de Avesnes | Gualterio II de Avesnes |                        |                        |                        |                        |                        |                        |                     |                     |                         |                         |                         |                         |                         |                         |                  |                  |  |  |                      |                      |                      |                      |                      |                      |  |  |
|  |  | Enrique II de Champaña | Enrique II de Champaña | Enrique II de Champaña | Enrique II de Champaña | Enrique II de Champaña | Enrique II de Champaña |  |  | Teobaldo III de Champaña | Teobaldo III de Champaña | Teobaldo III de Champaña | Teobaldo III de Champaña | Teobaldo III de Champaña | Teobaldo III de Champaña |  |  | Hugo III de Borgoña | Hugo III de Borgoña | Hugo III de Borgoña | Hugo III de Borgoña | Hugo III de Borgoña | Hugo III de Borgoña |  |  | Guillermo I de Sancerre | Guillermo I de Sancerre | Guillermo I de Sancerre | Guillermo I de Sancerre | Guillermo I de Sancerre | Guillermo I de Sancerre |  |  | Godofredo III de Perche  | Godofredo III de Perche  | Godofredo III de Perche  | Godofredo III de Perche  | Godofredo III de Perche  | Godofredo III de Perche  |                      |                      | Teobaldo I de Bar      | Teobaldo I de Bar      | Teobaldo I de Bar      | Teobaldo I de Bar      | Teobaldo I de Bar      | Teobaldo I de Bar      |  |  | Felipe II de Francia | Felipe II de Francia | Felipe II de Francia | Felipe II de Francia | Felipe II de Francia | Felipe II de Francia |                     |                     | Catalina de Clermont           | Catalina de Clermont           | Catalina de Clermont           | Catalina de Clermont           | Catalina de Clermont           | Catalina de Clermont           |                      |                      | Luis de Blois        | Luis de Blois        | Luis de Blois | Luis de Blois | Luis de Blois | Luis de Blois |  |  | Isabel de Blois   | Isabel de Blois   | Isabel de Blois   | Isabel de Blois   | Isabel de Blois   | Isabel de Blois   |                     |                     | Sulpicio III de Amboise | Sulpicio III de Amboise | Sulpicio III de Amboise | Sulpicio III de Amboise | Sulpicio III de Amboise | Sulpicio III de Amboise |                     |                     | Alix de Blois         | Alix de Blois         | Alix de Blois         | Alix de Blois         | Alix de Blois         | Alix de Blois         |                      |                      | Otón I de Borgoña     | Otón I de Borgoña     | Otón I de Borgoña     | Otón I de Borgoña     | Otón I de Borgoña     | Otón I de Borgoña     |                       |                       | Margarita         | Margarita         | Margarita         | Margarita         | Margarita         | Margarita         |                           |                           | Gualterio II de Avesnes   | Gualterio II de Avesnes   | Gualterio II de Avesnes   | Gualterio II de Avesnes   | Gualterio II de Avesnes | Gualterio II de Avesnes |                        |                        |                        |                        |                        |                        |                     |                     |                         |                         |                         |                         |                         |                         |                  |                  |  |  |                      |                      |                      |                      |                      |                      |  |  |
|  |  |                        |                        |                        |                        |                        |                        |  |  |                          |                          |                          |                          |                          |                          |  |  |                     |                     |                     |                     |                     |                     |  |  |                         |                         |                         |                         |                         |                         |  |  |                          |                          |                          |                          |                          |                          |                      |                      |                        |                        |                        |                        |                        |                        |  |  |                      |                      |                      |                      |                      |                      |                     |                     |                                |                                |                                |                                |                                |                                |                      |                      |                      |                      |               |               |               |               |  |  |                   |                   |                   |                   |                   |                   |                     |                     |                         |                         |                         |                         |                         |                         |                     |                     |                       |                       |                       |                       |                       |                       |                      |                      |                       |                       |                       |                       |                       |                       |                       |                       |                   |                   |                   |                   |                   |                   |                           |                           |                           |                           |                           |                           |                         |                         |                        |                        |                        |                        |                        |                        |                     |                     |                         |                         |                         |                         |                         |                         |                  |                  |  |  |                      |                      |                      |                      |                      |                      |  |  |
|  |  |                        |                        |                        |                        |                        |                        |  |  |                          |                          |                          |                          |                          |                          |  |  |                     |                     |                     |                     |                     |                     |  |  |                         |                         |                         |                         |                         |                         |  |  |                          |                          |                          |                          |                          |                          |                      |                      |                        |                        |                        |                        |                        |                        |  |  |                      |                      |                      |                      |                      |                      |                     |                     |                                |                                |                                |                                |                                |                                |                      |                      |                      |                      |               |               |               |               |  |  |                   |                   |                   |                   |                   |                   |                     |                     |                         |                         |                         |                         |                         |                         |                     |                     |                       |                       |                       |                       |                       |                       |                      |                      |                       |                       |                       |                       |                       |                       |                       |                       |                   |                   |                   |                   |                   |                   |                           |                           |                           |                           |                           |                           |                         |                         |                        |                        |                        |                        |                        |                        |                     |                     |                         |                         |                         |                         |                         |                         |                  |                  |  |  |                      |                      |                      |                      |                      |                      |  |  |
|  |  | Alicia de Champaña     | Alicia de Champaña     | Alicia de Champaña     | Alicia de Champaña     | Alicia de Champaña     | Alicia de Champaña     |  |  | Teobaldo I de Navarra    | Teobaldo I de Navarra    | Teobaldo I de Navarra    | Teobaldo I de Navarra    | Teobaldo I de Navarra    | Teobaldo I de Navarra    |  |  | Odón III de Borgoña | Odón III de Borgoña | Odón III de Borgoña | Odón III de Borgoña | Odón III de Borgoña | Odón III de Borgoña |  |  | Luis I de Sancerre      | Luis I de Sancerre      | Luis I de Sancerre      | Luis I de Sancerre      | Luis I de Sancerre      | Luis I de Sancerre      |  |  | Tomás de Perche          | Tomás de Perche          | Tomás de Perche          | Tomás de Perche          | Tomás de Perche          | Tomás de Perche          |                      |                      | Enrique II de Bar      | Enrique II de Bar      | Enrique II de Bar      | Enrique II de Bar      | Enrique II de Bar      | Enrique II de Bar      |  |  | Luis VIII de Francia | Luis VIII de Francia | Luis VIII de Francia | Luis VIII de Francia | Luis VIII de Francia | Luis VIII de Francia |                     |                     |                                |                                |                                |                                | Teobaldo VI de Blois           | Teobaldo VI de Blois           | Teobaldo VI de Blois | Teobaldo VI de Blois | Teobaldo VI de Blois | Teobaldo VI de Blois |               |               |               |               |  |  | Mahaut de Amboise | Mahaut de Amboise | Mahaut de Amboise | Mahaut de Amboise | Mahaut de Amboise | Mahaut de Amboise |                     |                     | Juana I de Borgoña      | Juana I de Borgoña      | Juana I de Borgoña      | Juana I de Borgoña      | Juana I de Borgoña      | Juana I de Borgoña      |                     |                     | Beatriz II de Borgoña | Beatriz II de Borgoña | Beatriz II de Borgoña | Beatriz II de Borgoña | Beatriz II de Borgoña | Beatriz II de Borgoña |                      |                      | Otón I de Merania     | Otón I de Merania     | Otón I de Merania     | Otón I de Merania     | Otón I de Merania     | Otón I de Merania     |                       |                       | Isabel de Avesnes | Isabel de Avesnes | Isabel de Avesnes | Isabel de Avesnes | Isabel de Avesnes | Isabel de Avesnes |                           |                           | Juan de Oisy              | Juan de Oisy              | Juan de Oisy              | Juan de Oisy              | Juan de Oisy            | Juan de Oisy            |                        |                        | Teobaldo               | Teobaldo               | Teobaldo               | Teobaldo               | Teobaldo            | Teobaldo            |                         |                         | María de Avesnes        | María de Avesnes        | María de Avesnes        | María de Avesnes        | María de Avesnes | María de Avesnes |  |  | Hugo II de Châtillon | Hugo II de Châtillon | Hugo II de Châtillon | Hugo II de Châtillon | Hugo II de Châtillon | Hugo II de Châtillon |  |  |
|  |  | Alicia de Champaña     | Alicia de Champaña     | Alicia de Champaña     | Alicia de Champaña     | Alicia de Champaña     | Alicia de Champaña     |  |  | Teobaldo I de Navarra    | Teobaldo I de Navarra    | Teobaldo I de Navarra    | Teobaldo I de Navarra    | Teobaldo I de Navarra    | Teobaldo I de Navarra    |  |  | Odón III de Borgoña | Odón III de Borgoña | Odón III de Borgoña | Odón III de Borgoña | Odón III de Borgoña | Odón III de Borgoña |  |  | Luis I de Sancerre      | Luis I de Sancerre      | Luis I de Sancerre      | Luis I de Sancerre      | Luis I de Sancerre      | Luis I de Sancerre      |  |  | Tomás de Perche          | Tomás de Perche          | Tomás de Perche          | Tomás de Perche          | Tomás de Perche          | Tomás de Perche          |                      |                      | Enrique II de Bar      | Enrique II de Bar      | Enrique II de Bar      | Enrique II de Bar      | Enrique II de Bar      | Enrique II de Bar      |  |  | Luis VIII de Francia | Luis VIII de Francia | Luis VIII de Francia | Luis VIII de Francia | Luis VIII de Francia | Luis VIII de Francia |                     |                     |                                |                                |                                |                                | Teobaldo VI de Blois           | Teobaldo VI de Blois           | Teobaldo VI de Blois | Teobaldo VI de Blois | Teobaldo VI de Blois | Teobaldo VI de Blois |               |               |               |               |  |  | Mahaut de Amboise | Mahaut de Amboise | Mahaut de Amboise | Mahaut de Amboise | Mahaut de Amboise | Mahaut de Amboise |                     |                     | Juana I de Borgoña      | Juana I de Borgoña      | Juana I de Borgoña      | Juana I de Borgoña      | Juana I de Borgoña      | Juana I de Borgoña      |                     |                     | Beatriz II de Borgoña | Beatriz II de Borgoña | Beatriz II de Borgoña | Beatriz II de Borgoña | Beatriz II de Borgoña | Beatriz II de Borgoña |                      |                      | Otón I de Merania     | Otón I de Merania     | Otón I de Merania     | Otón I de Merania     | Otón I de Merania     | Otón I de Merania     |                       |                       | Isabel de Avesnes | Isabel de Avesnes | Isabel de Avesnes | Isabel de Avesnes | Isabel de Avesnes | Isabel de Avesnes |                           |                           | Juan de Oisy              | Juan de Oisy              | Juan de Oisy              | Juan de Oisy              | Juan de Oisy            | Juan de Oisy            |                        |                        | Teobaldo               | Teobaldo               | Teobaldo               | Teobaldo               | Teobaldo            | Teobaldo            |                         |                         | María de Avesnes        | María de Avesnes        | María de Avesnes        | María de Avesnes        | María de Avesnes | María de Avesnes |  |  | Hugo II de Châtillon | Hugo II de Châtillon | Hugo II de Châtillon | Hugo II de Châtillon | Hugo II de Châtillon | Hugo II de Châtillon |  |  |
|  |  |                        |                        |                        |                        |                        |                        |  |  |                          |                          |                          |                          |                          |                          |  |  |                     |                     |                     |                     |                     |                     |  |  |                         |                         |                         |                         |                         |                         |  |  |                          |                          |                          |                          |                          |                          |                      |                      |                        |                        |                        |                        |                        |                        |  |  |                      |                      |                      |                      |                      |                      |                     |                     |                                |                                |                                |                                |                                |                                |                      |                      |                      |                      |               |               |               |               |  |  |                   |                   |                   |                   |                   |                   |                     |                     |                         |                         |                         |                         |                         |                         |                     |                     |                       |                       |                       |                       |                       |                       |                      |                      |                       |                       |                       |                       |                       |                       |                       |                       |                   |                   |                   |                   |                   |                   |                           |                           |                           |                           |                           |                           |                         |                         |                        |                        |                        |                        |                        |                        |                     |                     |                         |                         |                         |                         |                         |                         |                  |                  |  |  |                      |                      |                      |                      |                      |                      |  |  |
|  |  |                        |                        |                        |                        |                        |                        |  |  |                          |                          |                          |                          |                          |                          |  |  |                     |                     |                     |                     |                     |                     |  |  |                         |                         |                         |                         |                         |                         |  |  |                          |                          |                          |                          |                          |                          |                      |                      |                        |                        |                        |                        |                        |                        |  |  |                      |                      |                      |                      |                      |                      |                     |                     |                                |                                |                                |                                |                                |                                |                      |                      |                      |                      |               |               |               |               |  |  |                   |                   |                   |                   |                   |                   |                     |                     |                         |                         |                         |                         |                         |                         |                     |                     |                       |                       |                       |                       |                       |                       |                      |                      |                       |                       |                       |                       |                       |                       |                       |                       |                   |                   |                   |                   |                   |                   |                           |                           |                           |                           |                           |                           |                         |                         |                        |                        |                        |                        |                        |                        |                     |                     |                         |                         |                         |                         |                         |                         |                  |                  |  |  |                      |                      |                      |                      |                      |                      |  |  |
|  |  |                        |                        |                        |                        |                        |                        |  |  |                          |                          |                          |                          |                          |                          |  |  |                     |                     |                     |                     |                     |                     |  |  |                         |                         |                         |                         |                         |                         |  |  |                          |                          |                          |                          |                          |                          |                      |                      |                        |                        |                        |                        |                        |                        |  |  |                      |                      |                      |                      |                      |                      |                     |                     |                                |                                |                                |                                |                                |                                |                      |                      |                      |                      |               |               |               |               |  |  |                   |                   |                   |                   |                   |                   |                     |                     | Otón III de Borgoña     | Otón III de Borgoña     | Otón III de Borgoña     | Otón III de Borgoña     | Otón III de Borgoña     | Otón III de Borgoña     |                     |                     | Hugo III de Chalon    | Hugo III de Chalon    | Hugo III de Chalon    | Hugo III de Chalon    | Hugo III de Chalon    | Hugo III de Chalon    |                      |                      | Adelaida I de Borgoña | Adelaida I de Borgoña | Adelaida I de Borgoña | Adelaida I de Borgoña | Adelaida I de Borgoña | Adelaida I de Borgoña |                       |                       |                   |                   |                   |                   |                   |                   | Juan I de Blois-Châtillon | Juan I de Blois-Châtillon | Juan I de Blois-Châtillon | Juan I de Blois-Châtillon | Juan I de Blois-Châtillon | Juan I de Blois-Châtillon |                         |                         | Guido III de Saint-Pol | Guido III de Saint-Pol | Guido III de Saint-Pol | Guido III de Saint-Pol | Guido III de Saint-Pol | Guido III de Saint-Pol |                     |                     | Gaucher IV de Châtillon | Gaucher IV de Châtillon | Gaucher IV de Châtillon | Gaucher IV de Châtillon | Gaucher IV de Châtillon | Gaucher IV de Châtillon |                  |                  |  |  | Hugo                 | Hugo                 | Hugo                 | Hugo                 | Hugo                 | Hugo                 |  |  |
|  |  |                        |                        |                        |                        |                        |                        |  |  |                          |                          |                          |                          |                          |                          |  |  |                     |                     |                     |                     |                     |                     |  |  |                         |                         |                         |                         |                         |                         |  |  |                          |                          |                          |                          |                          |                          |                      |                      |                        |                        |                        |                        |                        |                        |  |  |                      |                      |                      |                      |                      |                      |                     |                     |                                |                                |                                |                                |                                |                                |                      |                      |                      |                      |               |               |               |               |  |  |                   |                   |                   |                   |                   |                   |                     |                     | Otón III de Borgoña     | Otón III de Borgoña     | Otón III de Borgoña     | Otón III de Borgoña     | Otón III de Borgoña     | Otón III de Borgoña     |                     |                     | Hugo III de Chalon    | Hugo III de Chalon    | Hugo III de Chalon    | Hugo III de Chalon    | Hugo III de Chalon    | Hugo III de Chalon    |                      |                      | Adelaida I de Borgoña | Adelaida I de Borgoña | Adelaida I de Borgoña | Adelaida I de Borgoña | Adelaida I de Borgoña | Adelaida I de Borgoña |                       |                       |                   |                   |                   |                   |                   |                   | Juan I de Blois-Châtillon | Juan I de Blois-Châtillon | Juan I de Blois-Châtillon | Juan I de Blois-Châtillon | Juan I de Blois-Châtillon | Juan I de Blois-Châtillon |                         |                         | Guido III de Saint-Pol | Guido III de Saint-Pol | Guido III de Saint-Pol | Guido III de Saint-Pol | Guido III de Saint-Pol | Guido III de Saint-Pol |                     |                     | Gaucher IV de Châtillon | Gaucher IV de Châtillon | Gaucher IV de Châtillon | Gaucher IV de Châtillon | Gaucher IV de Châtillon | Gaucher IV de Châtillon |                  |                  |  |  | Hugo                 | Hugo                 | Hugo                 | Hugo                 | Hugo                 | Hugo                 |  |  |
|  |  |                        |                        |                        |                        |                        |                        |  |  |                          |                          |                          |                          |                          |                          |  |  |                     |                     |                     |                     |                     |                     |  |  |                         |                         |                         |                         |                         |                         |  |  |                          |                          |                          |                          |                          |                          |                      |                      |                        |                        |                        |                        |                        |                        |  |  |                      |                      |                      |                      |                      |                      |                     |                     |                                |                                |                                |                                |                                |                                |                      |                      |                      |                      |               |               |               |               |  |  |                   |                   |                   |                   |                   |                   |                     |                     |                         |                         |                         |                         |                         |                         |                     |                     |                       |                       |                       |                       |                       |                       |                      |                      |                       |                       |                       |                       |                       |                       |                       |                       |                   |                   |                   |                   |                   |                   |                           |                           |                           |                           |                           |                           |                         |                         |                        |                        |                        |                        |                        |                        |                     |                     |                         |                         |                         |                         |                         |                         |                  |                  |  |  |                      |                      |                      |                      |                      |                      |  |  |

## Sucesión
| Predecesor: Teobaldo VI de Blois | Condesa de Blois y Châteaudun 1218-1230 (12 años) | Sucesor: María de Avesnes |